# ShuuKaRen
ShuuKaRen（シュウカレン）は、日本の女性2人組ダンス&ボーカルユニット。E-girlsの実の姉妹によるユニット。2016年から2017年まで活動していた。

## 略歴
2016年
- 4月、E-girlsが出演したApple社のヘッドフォン「Beats by Dre」のCMが放送開始となる。CMソングに起用された「UNIVERSE」はタイトル以外の詳細は全く明かされずにいた[1]。
- 8月11日、『E-girls LIVE TOUR 2016 〜E.G. SMILE〜』最終日、E-girlsの藤井姉妹で結成したユニット「ShuuKaRen」が、同曲をシングルとして発売することが発表された[2]。
- 10月5日、シングル「UNIVERSE」でデビュー。

2017年
- 12月31日、姉の芸能界引退に伴い活動終了[3]。

## メンバー
- 藤井萩花（Flower、E-girls） - ボーカル、パフォーマー
- 藤井夏恋（Happiness、E-girls） - ボーカル、ラップ、パフォーマー

## 作品

### シングル
1. UNIVERSE（2016年10月5日） - 4位

### 配信シングル
1. LOVE YOUR LIFE / 【パラレル・シンクロニシティ】 produced by m-flo（2017年11月10日）

## タイアップ
| 曲名                                             | タイアップ                                  | 収録作品                |
| ------------------------------------------------ | ------------------------------------------- | ----------------------- |
| UNIVERSE                                         | Apple「Beats by Dre」CMソング               | 1stシングル「UNIVERSE」 |
| Tricky                                           | UHA味覚糖「e-maのど飴」CMソング             | 1stシングル「UNIVERSE」 |
| Take-A-Shot! feat. PKCZ®                         | B.LEAGUE 2016-17シーズン 開幕戦テーマソング | 1stシングル「UNIVERSE」 |
| LOVE YOUR LIFE                                   | コーセー「ファシオ」CMソング                |                         |
| 【パラレル・シンクロニシティ】 produced by m-flo | B.LEAGUE CHAMPIONSHIP 2016-17 テーマソング  |                         |

## 出演

### CM
- UHA味覚糖「e-maのど飴」（2016年）[4]